# Liepāja station
Liepāja station är en järnvägsstation i Lettland. Den öppnade 1871 och är ändstationen för tåglinjen Riga–Liepāja.
Det finns också godstrafik till Liepāja.